# National Oilwell Varco
NOV Inc. (ранее National Oilwell Varco) — американская компания, разрабатывающая и производящяя оборудование для нефтегазовой отрасли. Штаб-квартира компании расположена в Хьюстоне, штат Техас.

## История
Три компании, составившие основу и давшие имя NOV Inc. (до 2021 года National Oilwell Varco) — это Oilwell Supply, National Supply и Varco International.

### National Oilwell
Oilwell Supply была основана в 1862 году. National Supply была основана в 1893 году. Компании занимались производством бурового оборудования: буровых лебедок, насосов и вышек. В 1930 году US Steel купила Oilwell Supply. Armco Steel купила National Supply в 1958 году. В 1987 году US Steel и Armco Steel договорились об объединении двух своих подразделений, ставших убыточными из-за кризиса перепроизводства нефти в 1980-х годах; так появилась National Oilwell. В 1993 году были созданы совместные предприятия с Caterpillar и «Уралмашзаводом». В 1995 году группа инвесторов, состоящая в основном из членов совета директоров National Oilwell, выкупила акции компании у US Steel и Armvo Steel. National Oilwell стала независимой компанией. В 1999 году была куплена норвежская компания Hitec ASA.

### Varco
Компания Varco была основана как Abegg and Reinhold Company в Лос-Анджелесе в 1908 году. В 1915 году компанию переименовали в Vuilleumiere, Abegg and Reinhold Company (сокращённо Varco), а в 1973 году — в Varco International. В 1990 году Varco приобрела компании Martin-Decker и Totco, объединив их в дочернюю структуру M/D Totco; обе компании занимались производством измерительного и контрольного оборудования. В марте 2000 года была куплена компания Tuboscope.

### National Oilwell Varco
В 2005 году компании National Oilwell и Varco International слились в National Oilwell Varco. В 2008 году она приобрела компанию Grant Prideco, включая бренды ReedHycalog и IntelliServ.

## Деятельность
Компания разрабатывает и производит собственные буровые установки и шельфовые платформы, а также буровое оборудование для них.
Основные подразделения по состоянию на 2021 год:
- Wellbore Technologies — разработка, производство и продажа оборудования для нефтегазовых компаний, включая генераторы, трубы и др., а также предоставляет сопутствующие услуги; выручка 1,96 млрд долларов.
- Completion & Production Solutions — оборудование и услуги по гидроразрыву пласта; выручка 1,96 млрд долларов.
- Rig Technologies — оборудование для наземного и морского бурения скважин, также занимается монтажем ветряных и солнечных электростанций; выручка 1,74 млрд долларов.

Выручка за 2021 год составила 5,524 млрд долларов, из них 1,76 млрд долларов пришлось на США, далее следуют Норвегия (365 млн долларов), Саудовская Аравия (316 млн долларов), Бразилия (316 млн долларов), Китай (222 млн долларов), Канада (207 млн долларов), Великобритания (204 мл долларовн), Сингапур (143 млн долларов), ОАЭ (130 млн долларов), Республика Корея (32 млн долларов).